# Statistiky ATP World Tour 2012
Statistiky ATP World Tour 2012 představují konečný přehled vyhraných titulů, pořadí hráčů na světovém žebříčku, největších výdělků a sledovaných parametrů herní činnosti v sezóně 2012, nejvyšší úrovně mužského profesionálního tenisu.
Světovou jedničkou ve dvouhře byl na konci sezóny podruhé v řadě klasifikován Srb Novak Djoković. Pozici prvního hráče ve čtyřhře obhájil Američan Mike Bryan.
Nejvíce turnajů ve dvouhře vyhrál Španěl David Ferrer (7) a ve čtyřhře pak Bob a Mike Bryanovi (7).
V pořadí států bylo nejúspěšnější Španělsko, když jeho hráči získali 14 titulů ve dvouhře a celkově 31 turnajových vítězství.

## Vyhrané turnaje

### Dvouhra – pořadí hráčů
| Poř. | Tituly | Hráč                  | Stát                   |
| ---- | ------ | --------------------- | ---------------------- |
| 1.   | 7      | David Ferrer          | Španělsko              |
| 2.   | 6      | Roger Federer         | Švýcarsko              |
|      | 6      | Novak Djoković        | Srbsko                 |
| 3.   | 4      | Rafael Nadal          | Španělsko              |
|      | 4      | Juan Mónaco           | Argentina              |
|      | 4      | Juan Martín del Potro | Argentina              |
| 4.   | 3      | Andy Murray           | Spojené království     |
| 5.   | 2      | Milos Raonic          | Kanada                 |
|      | 2      | Nicolás Almagro       | Španělsko              |
|      | 2      | Marin Čilić           | Chorvatsko             |
|      | 2      | Andy Roddick          | Spojené státy americké |
|      | 2      | John Isner            | Spojené státy americké |
|      | 2      | Jo-Wilfried Tsonga    | Francie                |
|      | 2      | Tomáš Berdych         | Česko                  |
|      | 2      | Andreas Seppi         | Itálie                 |
| 6.   | 1      | Jarkko Nieminen       | Finsko                 |
|      | 1      | Michail Južnyj        | Rusko                  |
|      | 1      | Jürgen Melzer         | Rakousko               |
|      | 1      | Kevin Anderson        | Jižní Afrika           |
|      | 1      | Pablo Andújar         | Španělsko              |
|      | 1      | Gilles Simon          | Francie                |
|      | 1      | Philipp Kohlschreiber | Německo                |
|      | 1      | Tommy Haas            | Německo                |
|      | 1      | Janko Tipsarević      | Srbsko                 |
|      | 1      | Thomaz Bellucci       | Brazílie               |
|      | 1      | Robin Haase           | Nizozemsko             |
|      | 1      | Sam Querrey           | Spojené státy americké |
|      | 1      | Alexandr Dolgopolov   | Ukrajina               |
|      | 1      | Martin Kližan         | Slovensko              |
|      | 1      | Richard Gasquet       | Francie                |
|      | 1      | Kei Nišikori          | Japonsko               |

### Dvouhra – pořadí národů
| Poř. | Stát                   | Tituly |
| ---- | ---------------------- | ------ |
| 1.   | Španělsko              | 14     |
| 2.   | Argentina              | 8      |
| 3.   | Srbsko                 | 7      |
| 4.   | Švýcarsko              | 6      |
| 5.   | Spojené státy americké | 5      |
| 6.   | Francie                | 4      |
| 7.   | Spojené království     | 3      |
| 8.   | Kanada                 | 2      |
|      | Německo                | 2      |
|      | Chorvatsko             | 2      |
|      | Česko                  | 2      |
|      | Itálie                 | 2      |
| 9.   | Finsko                 | 1      |
|      | Rusko                  | 1      |
|      | Rakousko               | 1      |
|      | Jižní Afrika           | 1      |
|      | Brazílie               | 1      |
|      | Nizozemsko             | 1      |
|      | Ukrajina               | 1      |
|      | Slovensko              | 1      |
|      | Japonsko               | 1      |

### Čtyřhra – pořadí hráčů
| Poř. | Tituly | Hráč                   | Stát                   |
| ---- | ------ | ---------------------- | ---------------------- |
| 1.   | 7      | Bob Bryan              | Spojené státy americké |
| 1.   | 7      | Mike Bryan             | Spojené státy americké |
| 2.   | 5      | Bruno Soares           | Brazílie               |
|      | 5      | Daniel Nestor          | Kanada                 |
| 3.   | 4      | Max Mirnyj             | Bělorusko              |
|      | 4      | David Marrero          | Španělsko              |
|      | 4      | Fernando Verdasco      | Španělsko              |
|      | 4      | Robert Lindstedt       | Švédsko                |
|      | 4      | Horia Tecău            | Rumunsko               |
|      | 4      | Leander Paes           | Indie                  |
|      | 4      | Alexander Peya         | Rakousko               |
|      | 4      | Marc López             | Španělsko              |
| 4.   | 3      | Nicolas Mahut          | Francie                |
|      | 3      | Édouard Roger-Vasselin | Francie                |
|      | 3      | Radek Štěpánek         | Česko                  |
|      | 3      | František Čermák       | Česko                  |
|      | 3      | Nenad Zimonjić         | Srbsko                 |
|      | 3      | Marcel Granollers      | Španělsko              |
| 5.   | 2      | Filip Polášek          | Slovensko              |
|      | 2      | Mariusz Fyrstenberg    | Polsko                 |
|      | 2      | Marcin Matkowski       | Polsko                 |
|      | 2      | Ajsám Kúreší           | Pákistán               |
|      | 2      | Jean-Julien Rojer      | Nizozemsko             |
|      | 2      | Colin Fleming          | Spojené království     |
|      | 2      | Ross Hutchins          | Spojené království     |
|      | 2      | Xavier Malisse         | Belgie                 |
|      | 2      | Santiago González      | Mexiko                 |
|      | 2      | Scott Lipsky           | Spojené státy americké |
|      | 2      | Mahesh Bhupathi        | Indie                  |
|      | 2      | Rohan Bopanna          | Indie                  |
| 6.   | 1      | Janko Tipsarević       | Srbsko                 |
|      | 1      | Lukáš Rosol            | Česko                  |
|      | 1      | Oliver Marach          | Rakousko               |
|      | 1      | Marcos Baghdatis       | Kypr                   |
|      | 1      | Michail Južnyj         | Rusko                  |
|      | 1      | Frederico Gil          | Portugalsko            |
|      | 1      | Daniel Gimeno Traver   | Španělsko              |
|      | 1      | Michaël Llodra         | Francie                |
|      | 1      | Eric Butorac           | Spojené státy americké |
|      | 1      | Mark Knowles           | Bahamy                 |
|      | 1      | Rafael Nadal           | Španělsko              |
|      | 1      | Dustin Brown           | Německo                |
|      | 1      | Paul Hanley            | Austrálie              |
|      | 1      | James Blake            | Spojené státy americké |
|      | 1      | Sam Querrey            | Spojené státy americké |
|      | 1      | Jonatan Erlich         | Izrael                 |
|      | 1      | Andy Ram               | Izrael                 |
|      | 1      | Jonathan Marray        | Spojené království     |
|      | 1      | Frederik Nielsen       | Dánsko                 |
|      | 1      | Jérémy Chardy          | Francie                |
|      | 1      | Łukasz Kubot           | Polsko                 |
|      | 1      | Matthew Ebden          | Austrálie              |
|      | 1      | Ryan Harrison          | Spojené státy americké |
|      | 1      | Julian Knowle          | Rakousko               |
|      | 1      | Ruben Bemelmans        | Belgie                 |
|      | 1      | Treat Conrad Huey      | Filipíny               |
|      | 1      | Dominic Inglot         | Spojené království     |
|      | 1      | Rajeev Ram             | Spojené státy americké |
|      | 1      | Lu Jan-sun             | Tchaj-wan              |
|      | 1      | Danai Udomčoke         | Thajsko                |
|      | 1      | Andre Begemann         | Německo                |
|      | 1      | Martin Emmrich         | Německo                |
|      | 1      | Marcelo Melo           | Brazílie               |
|      | 1      | Michal Mertiňák        | Slovensko              |

### Čtyřhra – pořadí národů
| Poř. | Stát                   | Tituly |
| ---- | ---------------------- | ------ |
| 1.   | Spojené státy americké | 21     |
| 2.   | Španělsko              | 17     |
| 3.   | Francie                | 8      |
|      | Indie                  | 8      |
| 4.   | Česko                  | 7      |
| 5.   | Spojené království     | 6      |
|      | Brazílie               | 6      |
|      | Rakousko               | 6      |
| 6.   | Polsko                 | 5      |
|      | Kanada                 | 5      |
| 7.   | Bělorusko              | 4      |
|      | Švédsko                | 4      |
|      | Rumunsko               | 4      |
|      | Srbsko                 | 4      |
| 8.   | Belgie                 | 3      |
|      | Německo                | 3      |
|      | Slovensko              | 3      |
| 9.   | Izrael                 | 2      |
|      | Pákistán               | 2      |
|      | Nizozemsko             | 2      |
|      | Austrálie              | 2      |
|      | Mexiko                 | 2      |
| 10.  | Kypr                   | 1      |
|      | Rusko                  | 1      |
|      | Portugalsko            | 1      |
|      | Bahamy                 | 1      |
|      | Dánsko                 | 1      |
|      | Filipíny               | 1      |
|      | Tchaj-wan              | 1      |
|      | Thajsko                | 1      |

### Celkové pořadí hráčů

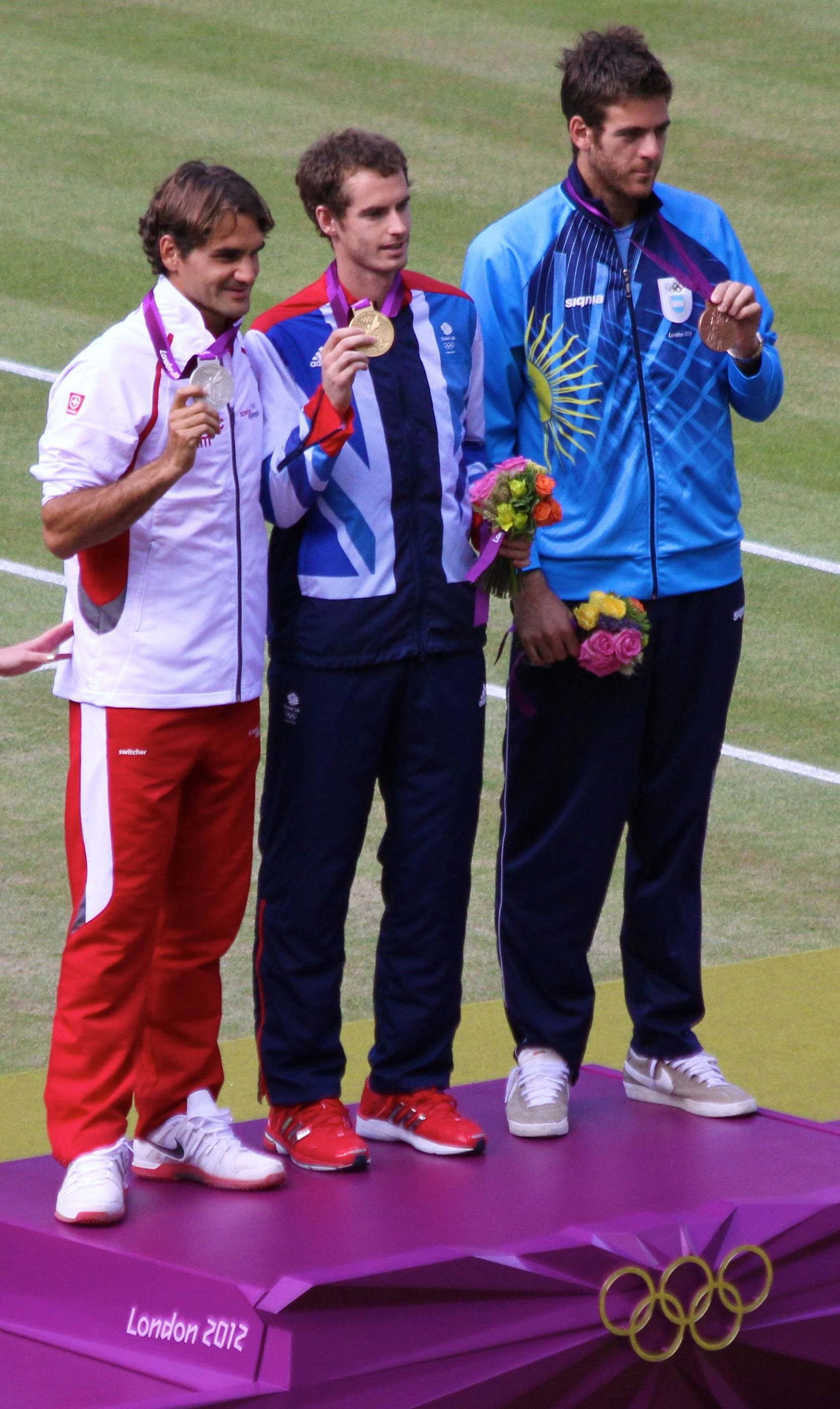
Medailisté mužské dvouhry na olympijském turnaji v Londýně (zleva): Federer (stříbro) • Murray (zlato) • del Potro (bronz)

| Poř. | Hráč                   | Tituly     | Tituly     | Tituly | Celkem |
| Poř. | Hráč                   | ve dvouhře | ve čtyřhře | v mixu | Celkem |
| 1.   | David Ferrer           | 7          | 0          | 0      | 7      |
| 2.   | Roger Federer          | 6          | 0          | 0      | 6      |
|      | Novak Djoković         | 6          | 0          | 0      | 6      |
| 3.   | Rafael Nadal           | 4          | 1          | 0      | 5      |
| 4.   | Juan Mónaco            | 4          | 0          | 0      | 4      |
|      | Juan Martín del Potro  | 4          | 0          | 0      | 4      |
| 5.   | Andy Murray            | 3          | 0          | 0      | 3      |
| 6.   | Milos Raonic           | 2          | 0          | 0      | 2      |
|      | Nicolás Almagro        | 2          | 0          | 0      | 2      |
|      | Marin Čilić            | 2          | 0          | 0      | 2      |
|      | Andy Roddick           | 2          | 0          | 0      | 2      |
|      | John Isner             | 2          | 0          | 0      | 2      |
|      | Jo-Wilfried Tsonga     | 2          | 0          | 0      | 2      |
|      | Tomáš Berdych          | 2          | 0          | 0      | 2      |
|      | Andreas Seppi          | 2          | 0          | 0      | 2      |
| 7.   | Michail Južnyj         | 1          | 1          | 0      | 2      |
|      | Janko Tipsarević       | 1          | 1          | 0      | 2      |
|      | Sam Querrey            | 1          | 1          | 0      | 2      |
| 8.   | Jarkko Nieminen        | 1          | 0          | 0      | 1      |
|      | Jürgen Melzer          | 1          | 0          | 0      | 1      |
|      | Kevin Anderson         | 1          | 0          | 0      | 1      |
|      | Pablo Andújar          | 1          | 0          | 0      | 1      |
|      | Gilles Simon           | 1          | 0          | 0      | 1      |
|      | Philipp Kohlschreiber  | 1          | 0          | 0      | 1      |
|      | Tommy Haas             | 1          | 0          | 0      | 1      |
|      | Thomaz Bellucci        | 1          | 0          | 0      | 1      |
|      | Robin Haase            | 1          | 0          | 0      | 1      |
|      | Alexandr Dolgopolov    | 1          | 0          | 0      | 1      |
|      | Martin Kližan          | 1          | 0          | 0      | 1      |
|      | Richard Gasquet        | 1          | 0          | 0      | 1      |
|      | Kei Nišikori           | 1          | 0          | 0      | 1      |
| 9.   | Mike Bryan             | 0          | 7          | 1      | 8      |
| 10.  | Bob Bryan              | 0          | 7          | 0      | 7      |
| 11.  | Bruno Soares           | 0          | 5          | 1      | 6      |
| 12.  | Daniel Nestor          | 0          | 5          | 0      | 5      |
| 13.  | Max Mirnyj             | 0          | 4          | 1      | 5      |
|      | Horia Tecău            | 0          | 4          | 1      | 5      |
| 14.  | David Marrero          | 0          | 4          | 0      | 4      |
|      | Fernando Verdasco      | 0          | 4          | 0      | 4      |
|      | Robert Lindstedt       | 0          | 4          | 0      | 4      |
|      | Leander Paes           | 0          | 4          | 0      | 4      |
|      | Alexander Peya         | 0          | 4          | 0      | 4      |
|      | Marc López             | 0          | 4          | 0      | 4      |
| 15.  | Nicolas Mahut          | 0          | 3          | 0      | 3      |
|      | Édouard Roger-Vasselin | 0          | 3          | 0      | 3      |
|      | Radek Štěpánek         | 0          | 3          | 0      | 3      |
|      | František Čermák       | 0          | 3          | 0      | 3      |
|      | Nenad Zimonjić         | 0          | 3          | 0      | 3      |
|      | Marcel Granollers      | 0          | 3          | 0      | 3      |
| 16.  | Mahesh Bhupathi        | 0          | 2          | 1      | 3      |
| 17.  | Filip Polášek          | 0          | 2          | 0      | 2      |
|      | Mariusz Fyrstenberg    | 0          | 2          | 0      | 2      |
|      | Marcin Matkowski       | 0          | 2          | 0      | 2      |
|      | Ajsám Kúreší           | 0          | 2          | 0      | 2      |
|      | Jean-Julien Rojer      | 0          | 2          | 0      | 2      |
|      | Colin Fleming          | 0          | 2          | 0      | 2      |
|      | Ross Hutchins          | 0          | 2          | 0      | 2      |
|      | Xavier Malisse         | 0          | 2          | 0      | 2      |
|      | Santiago González      | 0          | 2          | 0      | 2      |
|      | Scott Lipsky           | 0          | 2          | 0      | 2      |
|      | Rohan Bopanna          | 0          | 2          | 0      | 2      |
| 18.  | Lukáš Rosol            | 0          | 1          | 0      | 1      |
|      | Oliver Marach          | 0          | 1          | 0      | 1      |
|      | Marcos Baghdatis       | 0          | 1          | 0      | 1      |
|      | Frederico Gil          | 0          | 1          | 0      | 1      |
|      | Daniel Gimeno Traver   | 0          | 1          | 0      | 1      |
|      | Michaël Llodra         | 0          | 1          | 0      | 1      |
|      | Eric Butorac           | 0          | 1          | 0      | 1      |
|      | Mark Knowles           | 0          | 1          | 0      | 1      |
|      | Dustin Brown           | 0          | 1          | 0      | 1      |
|      | Paul Hanley            | 0          | 1          | 0      | 1      |
|      | James Blake            | 0          | 1          | 0      | 1      |
|      | Jonatan Erlich         | 0          | 1          | 0      | 1      |
|      | Andy Ram               | 0          | 1          | 0      | 1      |
|      | Jonathan Marray        | 0          | 1          | 0      | 1      |
|      | Frederik Nielsen       | 0          | 1          | 0      | 1      |
|      | Jérémy Chardy          | 0          | 1          | 0      | 1      |
|      | Łukasz Kubot           | 0          | 1          | 0      | 1      |
|      | Matthew Ebden          | 0          | 1          | 0      | 1      |
|      | Ryan Harrison          | 0          | 1          | 0      | 1      |
|      | Julian Knowle          | 0          | 1          | 0      | 1      |
|      | Ruben Bemelmans        | 0          | 1          | 0      | 1      |
|      | Treat Conrad Huey      | 0          | 1          | 0      | 1      |
|      | Dominic Inglot         | 0          | 1          | 0      | 1      |
|      | Rajeev Ram             | 0          | 1          | 0      | 1      |
|      | Lu Jan-sun             | 0          | 1          | 0      | 1      |
|      | Danai Udomčoke         | 0          | 1          | 0      | 1      |
|      | Andre Begemann         | 0          | 1          | 0      | 1      |
|      | Martin Emmrich         | 0          | 1          | 0      | 1      |
|      | Marcelo Melo           | 0          | 1          | 0      | 1      |
|      | Michal Mertiňák        | 0          | 1          | 0      | 1      |

### Celkové pořadí národů

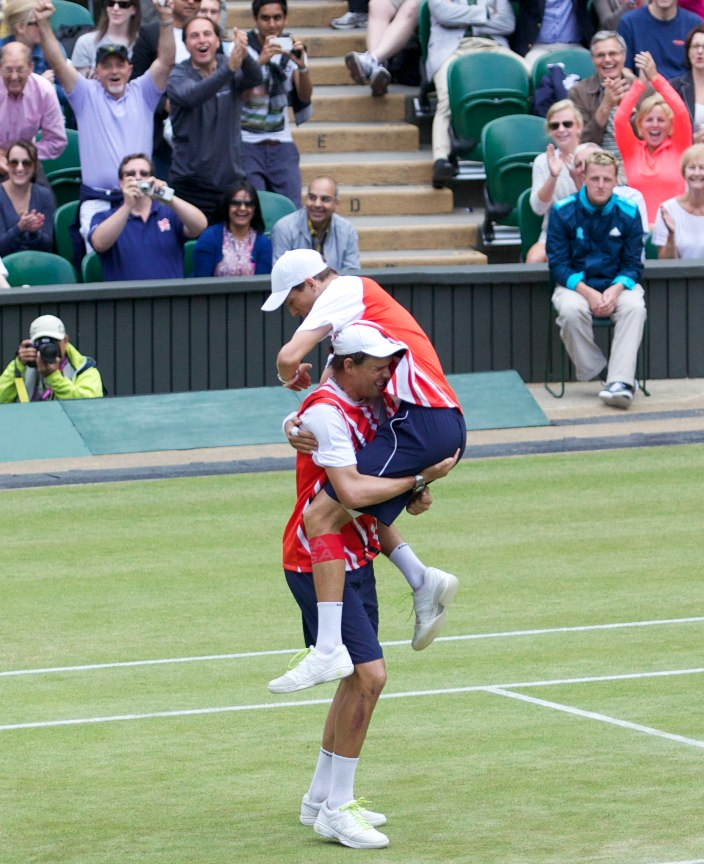
Bratři Bob a Mike Bryanovi po proměněném mečbolu zápasu o zlatou olympijskou medaili v mužské čtyřhře

| Poř. | Stát                   | Tituly     | Tituly     | Tituly | Celkem |
| Poř. | Stát                   | ve dvouhře | ve čtyřhře | v mixu | Celkem |
| 1.   | Španělsko              | 14         | 17         | 0      | 31     |
| 2.   | Argentina              | 8          | 0          | 0      | 8      |
| 3.   | Srbsko                 | 7          | 4          | 0      | 11     |
| 4.   | Švýcarsko              | 6          | 0          | 0      | 6      |
| 5.   | Spojené státy americké | 5          | 21         | 1      | 27     |
| 6.   | Francie                | 4          | 8          | 0      | 12     |
| 7.   | Spojené království     | 3          | 6          | 0      | 9      |
| 8.   | Česko                  | 2          | 7          | 0      | 9      |
| 9.   | Kanada                 | 2          | 5          | 0      | 7      |
| 10.  | Německo                | 2          | 3          | 0      | 5      |
| 11.  | Chorvatsko             | 2          | 0          | 0      | 2      |
|      | Itálie                 | 2          | 0          | 0      | 2      |
| 12.  | Brazílie               | 1          | 6          | 1      | 8      |
| 13.  | Rakousko               | 1          | 6          | 0      | 7      |
| 14.  | Nizozemsko             | 1          | 2          | 0      | 3      |
| 15.  | Rusko                  | 1          | 1          | 0      | 2      |
| 16.  | Finsko                 | 1          | 0          | 0      | 1      |
|      | Jižní Afrika           | 1          | 0          | 0      | 1      |
|      | Ukrajina               | 1          | 0          | 0      | 1      |
|      | Japonsko               | 1          | 0          | 0      | 1      |
| 17.  | Indie                  | 0          | 8          | 1      | 9      |
| 18.  | Polsko                 | 0          | 5          | 0      | 5      |
| 19.  | Bělorusko              | 0          | 4          | 1      | 5      |
|      | Rumunsko               | 0          | 4          | 1      | 5      |
| 20.  | Švédsko                | 0          | 4          | 0      | 4      |
|      | Slovensko              | 0          | 4          | 0      | 4      |
| 21.  | Belgie                 | 0          | 3          | 0      | 3      |
| 22.  | Izrael                 | 0          | 2          | 0      | 2      |
|      | Pákistán               | 0          | 2          | 0      | 2      |
|      | Austrálie              | 0          | 2          | 0      | 2      |
|      | Mexiko                 | 0          | 2          | 0      | 2      |
| 23.  | Kypr                   | 0          | 1          | 0      | 1      |
|      | Portugalsko            | 0          | 1          | 0      | 1      |
|      | Bahamy                 | 0          | 1          | 0      | 1      |
|      | Dánsko                 | 0          | 1          | 0      | 1      |
|      | Filipíny               | 0          | 1          | 0      | 1      |
|      | Tchaj-wan              | 0          | 1          | 0      | 1      |
|      | Thajsko                | 0          | 1          | 0      | 1      |

## Tituly

### Premiérové tituly

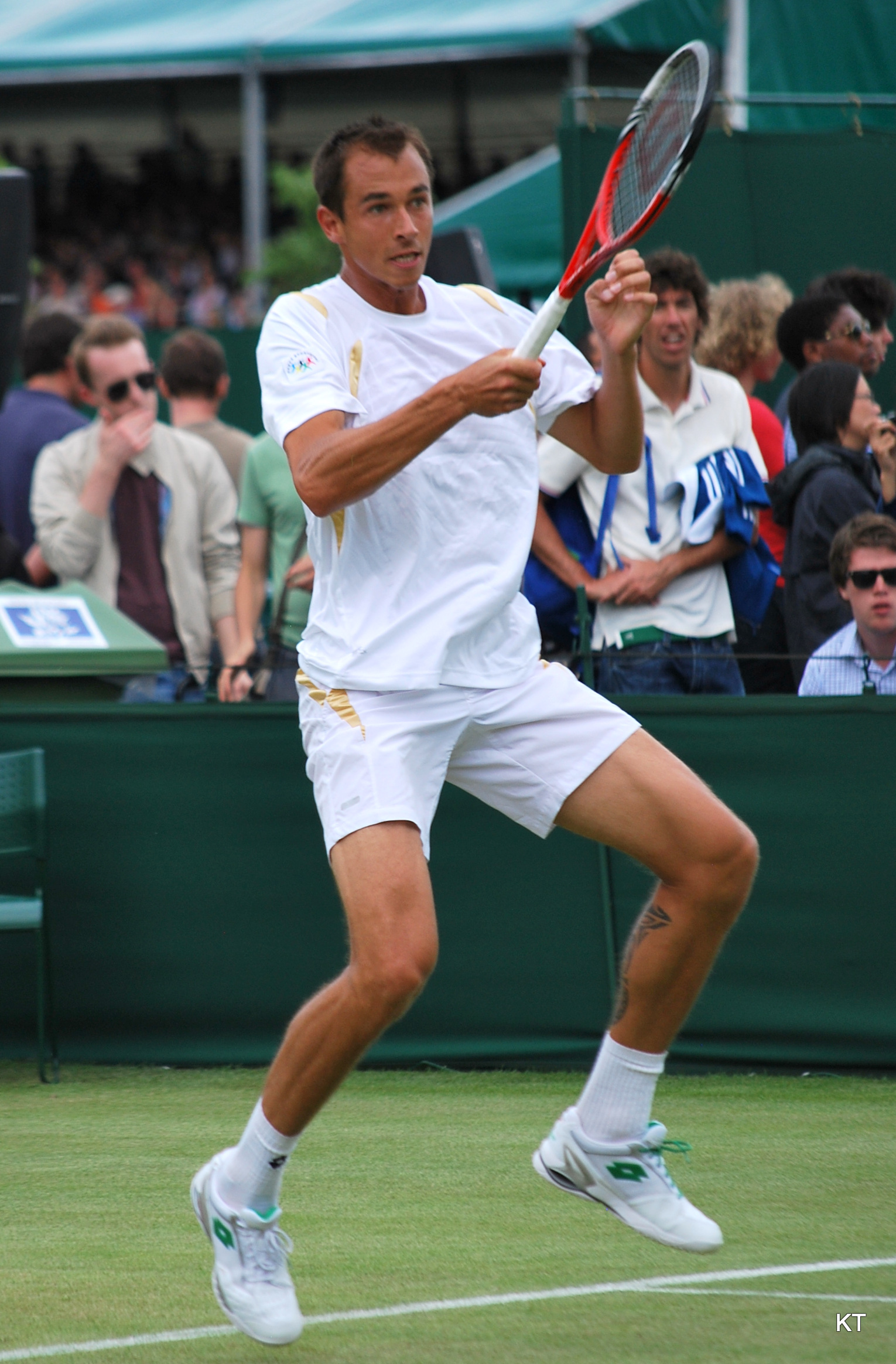
Lukáš Rosol vyhrál premiérový turnaj kariéry, když získal deblový titul v katarském Dauhá. Ve Wimbledonu se postaral o jedno z největších překvapení sezóny, když vyřadil Rafaela Nadala

Následující hráči získali první turnajové vítězství na okruhu ATP ve dvouhře, čtyřhře či smíšené čtyřhře:
- Lukáš Rosol – Dauhá (čtyřhra)
- Janko Tipsarević – Čenaj (čtyřhra)
- Horia Tecău – Australian Open (smíšená čtyřhra)
- Édouard Roger-Vasselin – Montpellier (čtyřhra)
- Marcos Baghdatis – Záhřeb (čtyřhra)
- Frederico Gil – Viña del Mar (čtyřhra)
- Daniel Gimeno Traver – Viña del Mar (čtyřhra)
- Frederik Nielsen – Wimbledon (mužská čtyřhra)
- Jonathan Marray – Wimbledon (mužská čtyřhra)
- Ruben Bemelmans – Los Angeles (čtyřhra)
- Treat Conrad Huey – Washington, D.C. (čtyřhra)
- Dominic Inglot – Washington, D.C. (čtyřhra)
- Bruno Soares – US Open (smíšená čtyřhra)
- Martin Kližan – Petrohrad (dvouhra)
- Danai Udomčoke – Bangkok (čtyřhra)
- Andre Begemann – Vídeň (čtyřhra)
- Martin Emmrich – Vídeň (čtyřhra)

### Obhájené tituly
Následující hráči obhájili titul ve dvouhře, čtyřhře či smíšené čtyřhře:
- David Ferrer – Auckland (dvouhra), Acapulco (dvouhra)
- Leander Paes – Čenaj (čtyřhra), Miami (čtyřhra)
- Novak Djoković – Australian Open (dvouhra), Miami (dvouhra), Toronto (dvouhra)
- Bruno Soares – São Paulo (čtyřhra)
- Nicolás Almagro – São Paulo (dvouhra), Nice (dvouhra)
- Milos Raonic – San Jose (dvouhra)
- Max Mirnyj – Memphis (čtyřhra), French Open (čtyřhra)
- Daniel Nestor – Memphis (čtyřhra), French Open (čtyřhra)
- Pablo Andújar – Casablanca (dvouhra)
- Rafael Nadal – Monte Carlo (dvouhra), Barcelona (dvouhra), French Open (dvouhra)
- Bob Bryan – Monte Carlo (čtyřhra)
- Mike Bryan – Monte Carlo (čtyřhra)
- Juan Martín del Potro – Estoril (dvouhra)
- Jean-Julien Rojer – Estoril (čtyřhra)
- Ajsám Kúreší – Halle (čtyřhra)
- Robert Lindstedt – Båstad (čtyřhra)
- Horia Tecău – Båstad (čtyřhra)
- John Isner – Newport (dvouhra), Winston–Salem (dvouhra)
- Matthew Ebden – Atlanta (čtyřhra)
- Robin Haase – Kitzbühel (dvouhra)
- Xavier Malisse – Los Angeles (čtyřhra)
- Jo-Wilfried Tsonga – Mety (dvouhra)
- František Čermák – Moskva (čtyřhra)
- Nenad Zimonjić – Basilej (čtyřhra)
- Rohan Bopanna – Paříž (čtyřhra)

## Žebříček ATP
Tabulky obsahují klasifikaci 20 nejlepších hráčů ve dvouhře, čtyřhře a nejlepších deseti párů na žebříčku ATP ke konci ATP World Tour 2012. Uveden je počet dosažených bodů, odehraných turnajů, nejvyšší (max) a nejnižší (min) postavení během roku, respektive změna na žebříčku v intervalu 2011–2012. Šedý podklad hráče představuje přímou účast na Turnaji mistrů, z něhož se Rafael Nadal odhlásil pro poranění kolena.

### Dvouhra
| Žebříček ATP Race – 5. listopadu 2012 | Žebříček ATP Race – 5. listopadu 2012 | Žebříček ATP Race – 5. listopadu 2012 | Žebříček ATP Race – 5. listopadu 2012 | Žebříček ATP Race – 5. listopadu 2012 |
| Poř.                                  | Hráč                                  | Body                                  | Turnajů                               |                                       |
| ------------------------------------- | ------------------------------------- | ------------------------------------- | ------------------------------------- | ------------------------------------- |
| 1.                                    | Novak Djoković                        | 11 420                                | 17                                    |                                       |
| 2.                                    | Roger Federer                         | 9 465                                 | 20                                    |                                       |
| 3.                                    | Andy Murray                           | 7 600                                 | 19                                    |                                       |
| 4.                                    | Rafael Nadal                          | 6 795                                 | 19                                    |                                       |
| 5.                                    | David Ferrer                          | 6 030                                 | 24                                    |                                       |
| 6.                                    | Tomáš Berdych                         | 4 405                                 | 23                                    |                                       |
| 7.                                    | Juan Martín del Potro                 | 4 080                                 | 22                                    |                                       |
| 8.                                    | Jo-Wilfried Tsonga                    | 3 490                                 | 25                                    |                                       |
| 9.                                    | Janko Tipsarević                      | 2 990                                 | 27                                    |                                       |
| 10.                                   | Richard Gasquet                       | 2 515                                 | 23                                    |                                       |
| 11.                                   | Nicolás Almagro                       | 2 515                                 | 27                                    |                                       |
| 12.                                   | Juan Mónaco                           | 2 430                                 | 24                                    |                                       |
| 13.                                   | Milos Raonic                          | 2 380                                 | 24                                    |                                       |
| 14.                                   | John Isner                            | 2 215                                 | 26                                    |                                       |
| 15.                                   | Marin Čilić                           | 2 210                                 | 23                                    |                                       |
| 16.                                   | Gilles Simon                          | 2 165                                 | 27                                    |                                       |
| 17.                                   | Stanislas Wawrinka                    | 1 900                                 | 22                                    |                                       |
| 18.                                   | Alexandr Dolgopolov                   | 1 855                                 | 26                                    |                                       |
| 19.                                   | Kei Nišikori                          | 1 830                                 | 23                                    |                                       |
| 20.                                   | Philipp Kohlschreiber                 | 1 770                                 | 27                                    |                                       |

| Konečný žebříček ATP | Konečný žebříček ATP  | Konečný žebříček ATP | Konečný žebříček ATP | Konečný žebříček ATP | Konečný žebříček ATP | Konečný žebříček ATP | Konečný žebříček ATP |
| Poř.                 | Hráč                  | Body                 | Turnajů              | Poř.'11              | Max                  | Min                  | '11→'12              |
| -------------------- | --------------------- | -------------------- | -------------------- | -------------------- | -------------------- | -------------------- | -------------------- |
| 1.                   | Novak Djoković        | 12 920               | 18                   | 1                    | 1                    | 2                    | ▬ =                  |
| 2.                   | Roger Federer         | 10 265               | 21                   | 3                    | 1                    | 3                    | ▲ 1                  |
| 3.                   | Andy Murray           | 8 000                | 20                   | 4                    | 3                    | 4                    | ▲ 1                  |
| 4.                   | Rafael Nadal          | 6 690                | 18                   | 2                    | 2                    | 4                    | ▼ 2                  |
| 5.                   | David Ferrer          | 6 505                | 25                   | 5                    | 5                    | 6                    | ▬                    |
| 6.                   | Tomáš Berdych         | 4 680                | 24                   | 7                    | 6                    | 7                    | ▲ 1                  |
| 7.                   | Juan Martín del Potro | 4 480                | 23                   | 11                   | 7                    | 12                   | ▲ 4                  |
| 8.                   | Jo-Wilfried Tsonga    | 3 490                | 26                   | 6                    | 5                    | 8                    | ▼ 2                  |
| 9.                   | Janko Tipsarević      | 2 990                | 28                   | 9                    | 8                    | 10                   | ▬ =                  |
| 10.                  | Richard Gasquet       | 2 515                | 23                   | 19                   | 10                   | 22                   | ▲ 9                  |
| 11.                  | Nicolás Almagro       | 2 515                | 27                   | 10                   | 10                   | 14                   | ▼ 1                  |
| 12.                  | Juan Mónaco           | 2 430                | 24                   | 26                   | 10                   | 129                  | ▲ 14                 |
| 13.                  | Milos Raonic          | 2 380                | 24                   | 31                   | 13                   | 35                   | ▲ 18                 |
| 14.                  | John Isner            | 2 215                | 26                   | 18                   | 9                    | 18                   | ▲ 4                  |
| 15.                  | Marin Čilić           | 2 210                | 23                   | 21                   | 13                   | 25                   | ▲ 6                  |
| 16.                  | Gilles Simon          | 2 165                | 27                   | 12                   | 11                   | 20                   | ▼ 4                  |
| 17.                  | Stanislas Wawrinka    | 1 900                | 22                   | 17                   | 16                   | 29                   | ▬                    |
| 18.                  | Alexandr Dolgopolov   | 1 855                | 26                   | 15                   | 13                   | 25                   | ▼ 3                  |
| 19.                  | Kei Nišikori          | 1 830                | 23                   | 25                   | 15                   | 26                   | ▲ 6                  |
| 20.                  | Philipp Kohlschreiber | 1 770                | 27                   | 43                   | 16                   | 43                   | ▲ 23                 |

### Čtyřhra
| Konečný žebříček ATP (páry) | Konečný žebříček ATP (páry)          | Konečný žebříček ATP (páry) | Konečný žebříček ATP (páry) | Konečný žebříček ATP (páry) | Konečný žebříček ATP (páry) |
| Poř.                        | Hráč                                 | Body                        | Turnajů                     | Poř.'11                     | '11→'12                     |
| --------------------------- | ------------------------------------ | --------------------------- | --------------------------- | --------------------------- | --------------------------- |
| 1.                          | Bob Bryan Mike Bryan                 | 9 685                       | 24                          | 1                           | ▬ =                         |
| 2.                          | Max Mirnyj Daniel Nestor             | 6 875                       | 22                          | 2                           | ▬ =                         |
| 3.                          | Leander Paes Radek Štěpánek          | 6 865                       | 14                          | -                           | ▲ NR                        |
| 4.                          | Robert Lindstedt Horia Tecău         | 6 165                       | 25                          | 6                           | ▲ 2                         |
| 5.                          | Marcel Granollers Marc López         | 5 660                       | 20                          | 29                          | ▲ 24                        |
| 6.                          | Mahesh Bhupathi\| Rohan Bopanna      | 5 255                       | 24                          | -                           | ▲ NR                        |
| 7.                          | Jean-Julien Rojer Ajsám Kúreší       | 4 115                       | 26                          | -                           | ▲ NR                        |
| 8.                          | Mariusz Fyrstenberg Marcin Matkowski | 3 690                       | 23                          | 8                           | ▬ =                         |
| 9.                          | Jonathan Marray Frederik Nielsen     | 2 580                       | 8                           | -                           | ▲ NR                        |
| 10.                         | Colin Fleming Ross Hutchins          | 2 420                       | 25                          | 15                          | ▲ 5                         |

| Konečný žebříček ATP (jednotlivci) | Konečný žebříček ATP (jednotlivci) | Konečný žebříček ATP (jednotlivci) | Konečný žebříček ATP (jednotlivci) | Konečný žebříček ATP (jednotlivci) | Konečný žebříček ATP (jednotlivci) | Konečný žebříček ATP (jednotlivci) | Konečný žebříček ATP (jednotlivci) |
| Poř.                               | Hráč                               | Body                               | Turnajů                            | Poř.'11                            | Max                                | Min                                | '11→'12                            |
| ---------------------------------- | ---------------------------------- | ---------------------------------- | ---------------------------------- | ---------------------------------- | ---------------------------------- | ---------------------------------- | ---------------------------------- |
| 1.                                 | Mike Bryan                         | 9620                               | 22                                 | 1T                                 | 1T                                 | 3T                                 | ▬ =                                |
| 2.                                 | Bob Bryan                          | 9 550                              | 22                                 | 1T                                 | 1T                                 | 3T                                 | ▼ 1                                |
| 3.                                 | Leander Paes                       | 7 655                              | 22                                 | 8                                  | 3                                  | 8                                  | ▲ 5                                |
| 4.                                 | Radek Štěpánek                     | 7 340                              | 17                                 | 109                                | 4                                  | 109                                | ▲ 105                              |
| 5.                                 | Daniel Nestor                      | 7 150                              | 24                                 | 3T                                 | 1T                                 | 5                                  | ▼ 2                                |
| 6.                                 | Marc López                         | 6 840                              | 22                                 | 37                                 | 6                                  | 42                                 | ▲ 31                               |
| 7.                                 | Max Mirnyj                         | 6 830                              | 22                                 | 3T                                 | 1T                                 | 7                                  | ▼ 4                                |
| 8.                                 | Robert Lindstedt                   | 6 000                              | 27                                 | 16                                 | 5                                  | 16                                 | ▲ 8                                |
| 9.                                 | Horia Tecău                        | 5 940                              | 26                                 | 12                                 | 5T                                 | 13                                 | ▲ 3                                |
| 10.                                | Marcel Granollers                  | 5 790                              | 23                                 | 32                                 | 10                                 | 43                                 | ▲ 22                               |
| 11.                                | Mahesh Bhupathi                    | 5 210                              | 24                                 | 7                                  | 7                                  | 18                                 | ▼ 4                                |
| 12.                                | Rohan Bopanna                      | 5 210                              | 25                                 | 11                                 | 8                                  | 15                                 | ▼ 1                                |
| 13.                                | Jean-Julien Rojer                  | 4 160                              | 32                                 | 20                                 | 13                                 | 38                                 | ▲ 7                                |
| 14.                                | Ajsám Kúreší                       | 4 070                              | 27                                 | 9                                  | 9                                  | 16                                 | ▲ 2                                |
| 15.                                | Mariusz Fyrstenberg                | 3 825                              | 26                                 | 14T                                | 6                                  | 15                                 | ▼ 1                                |
| 16.                                | Marcin Matkowski                   | 3 690                              | 23                                 | 14T                                | 7                                  | 16                                 | ▼ 2                                |
| 17.                                | Jonathan Marray                    | 3 513                              | 31                                 | 86                                 | 17                                 | 94                                 | ▲ 69                               |
| 18.                                | Marcelo Melo                       | 3 385                              | 29                                 | 27                                 | 17                                 | 36                                 | ▲ 9                                |
| 19.                                | Bruno Soares                       | 3 340                              | 29                                 | 19                                 | 17                                 | 32                                 | ▬ =                                |
| 20.                                | Nenad Zimonjić                     | 3 200                              | 26                                 | 6                                  | 6                                  | 20                                 | ▼ 14                               |

## Nejvyšší výdělky
Seznam hráčů s nejvyššími výdělky v ATP World Tour 2012. Částky jsou uváděny v amerických dolarech.
| Poř.                       | Hráč                  | Dvouhra    | Čtyřhra  | Celkem     |
| -------------------------- | --------------------- | ---------- | -------- | ---------- |
| 1.                         | Novak Djoković        | $9 949 921 | $3 816   | $9 953 737 |
| 2.                         | Roger Federer         | $7 424 842 | $0       | $7 424 842 |
| 3.                         | Andy Murray           | $5 100 272 | $23 958  | $5 124 230 |
| 4.                         | Rafael Nadal          | $4 867 663 | $129 785 | $4 997 448 |
| 5.                         | David Ferrer          | $4 015 856 | $25 484  | $4 041 340 |
| 6.                         | Juan Martín del Potro | $2 769 169 | $5 824   | $2 775 003 |
| 7.                         | Tomáš Berdych         | $2 555 801 | $38 166  | $2 593 967 |
| 8.                         | Jo-Wilfried Tsonga    | $2 130 514 | $38 126  | $2 168 640 |
| 9.                         | Janko Tipsarević      | $1 736 150 | $97 587  | $1 833 737 |
| 10.                        | Richard Gasquet       | $1 320 368 | $37 309  | $1 357 677 |
| Stav k 12. listopadu 2012. |                       |            |          |            |

## Ukončení kariéry a návraty

### Ukončení kariéry

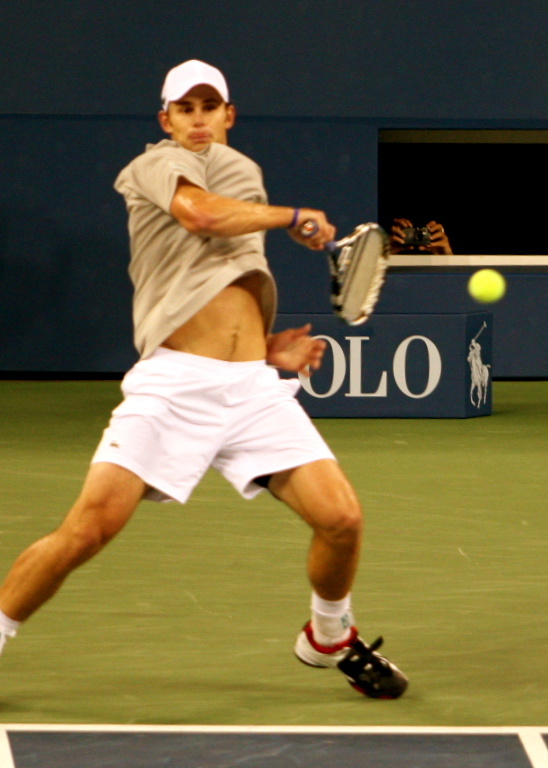
Andy Roddick zakončil sezónu 2003 na prvním místě žebříčku ATP

- José Acasuso (* 20. října 1982 Posadas, Argentina), poslední utkání odehrál v květnové kvalifikaci dvouhry na French Open 2011.[3]

- Juan Pablo Brzezicki (* 12. dubna 1982 Buenos Aires, Argentina), poslední utkání odehrál na únorovém Copa Claro 2012 v  Buenos Aires.[4]

- Juan Ignacio Chela (* 30. srpna 1979 Ciudad Evita, Argentina), poslední utkání odehrál v  červencové mužské čtyřhře Wimbledonu 2012.[5]

- Arnaud Clément (* 17. prosince 1977 Aix-en-Provence, Francie), poslední utkání odehrál v červencové mužské čtyřhře Wimbledonu 2012.[6]

- Brian Dabul (* 24. února 1984 Buenos Aires, Argentina), poslední utkání odehrál 21. listopadu 2011 v Guayaquilu.[7]

- Juan Carlos Ferrero (* 12. února 1980 Ontinyent, Španělsko), poslední utkání odehrál na říjnovém turnaji Valencia Open 500 2012.[8]

- Fernando González (* 29. července 1980 Santiago, Chile), poslední utkání odehrál na březnovém Mastersu Sony Ericsson Open v Miami.[9]

- Mark Knowles (* 4. září Nassau, Bahamy), poslední utkání odehrál v  mužské čtyřhře US Open 2012.[10]

- Ivan Ljubičić (* 19. března 1979 Banja Luka, Jugoslávie), poslední utkání odehrál na dubnovém Monte-Carlo Rolex Masters 2012.[11]

- Peter Luczak (* 31. srpna 1979 Varšava, Polsko), poslední utkání odehrál ve druhém kole mužské čtyřhry Australian Open 2012.[12][13]

- Andy Roddick (* 30. srpna 1982 Omaha, USA) je bývalá světová jednička ve dvouhře. Poslední utkání odehrál v osmifinále zářijového US Open 2012.[14][15]

- Rainer Schüttler (* 25. dubna 1976 Korbach, Západní Německo), poslední utkání odehrál na lednovém Australian Open 2012.[16]

- Alexander Waske (* 31. března 1975 Frankfurt nad Mohanem, Západní Německo), poslední utkání odehrál 15. října 2012 ve čtyřhře vídeňského turnaje Erste Bank Open.[17]

## Statistiky herní činnosti
Statistiky nejlepších hráčů ve sledovaných parametrech herní činnosti sezóny 2012. Hodnoty jsou vyjma statistik es uváděny v procentech. Stav k 5. listopadu 2012.
| ESA  | ESA                | ESA   | ESA    |
| Poř. | Hráč               | Esa   | Zápasů |
| ---- | ------------------ | ----- | ------ |
| 1.   | John Isner         | 1 005 | 66     |
| 2.   | Milos Raonic       | 1 002 | 65     |
| 3.   | Sam Querrey        | 705   | 62     |
| 4.   | Nicolás Almagro    | 654   | 80     |
| 5.   | Jo-Wilfried Tsonga | 641   | 77     |
| 6.   | Kevin Anderson     | 638   | 56     |
| 7.   | Roger Federer      | 632   | 78     |
| 8.   | Tomáš Berdych      | 631   | 79     |
| 9.   | Janko Tipsarević   | 620   | 82     |
| 10.  | JM del Potro       | 569   | 78     |

| ZISK HER NA PODÁNÍ | ZISK HER NA PODÁNÍ | ZISK HER NA PODÁNÍ | ZISK HER NA PODÁNÍ |
| Poř.               | Hráč               | %                  | Zápasů             |
| ------------------ | ------------------ | ------------------ | ------------------ |
| 1.                 | Milos Raonic       | 93                 | 65                 |
| 2.                 | John Isner         | 92                 | 66                 |
| 3.                 | Roger Federer      | 91                 | 78                 |
| 4.                 | Rafael Nadal       | 88                 | 48                 |
| 5.                 | JM del Potro       | 88                 | 78                 |
| 6.                 | Novak Djoković     | 87                 | 82                 |
| 7.                 | Tomáš Berdych      | 87                 | 79                 |
| 8.                 | Jo-Wilfried Tsonga | 86                 | 77                 |
| 9.                 | Feliciano López    | 86                 | 53                 |
| 10.                | Gilles Müller      | 86                 | 43                 |

| ODVRÁCENÉ BREJKBOLY | ODVRÁCENÉ BREJKBOLY | ODVRÁCENÉ BREJKBOLY | ODVRÁCENÉ BREJKBOLY |
| Poř.                | Hráč                | %                   | Zápasů              |
| ------------------- | ------------------- | ------------------- | ------------------- |
| 1.                  | Milos Raonic        | 74                  | 65                  |
| 2.                  | John Isner          | 74                  | 66                  |
| 3.                  | Rafael Nadal        | 71                  | 48                  |
| 4.                  | Tomáš Berdych       | 70                  | 79                  |
| 5.                  | Jo-Wilfried Tsonga  | 70                  | 77                  |
| 6.                  | Feliciano López     | 70                  | 53                  |
| 7.                  | Roger Federer       | 69                  | 78                  |
| 8.                  | JM del Potro        | 69                  | 78                  |
| 9.                  | Jérémy Chardy       | 69                  | 44                  |
| 10.                 | Andy Murray         | 67                  | 68                  |

| ÚSPĚŠNOST 1. SERVISU | ÚSPĚŠNOST 1. SERVISU | ÚSPĚŠNOST 1. SERVISU | ÚSPĚŠNOST 1. SERVISU |
| Poř.                 | Hráč                 | %                    | Zápasů               |
| -------------------- | -------------------- | -------------------- | -------------------- |
| 1.                   | Alex Bogomolov       | 71                   | 44                   |
| 2.                   | Flavio Cipolla       | 70                   | 40                   |
| 3.                   | Nikolaj Davyděnko    | 70                   | 47                   |
| 4.                   | Fernando Verdasco    | 69                   | 54                   |
| 5.                   | John Isner           | 69                   | 66                   |
| 6.                   | Juan Mónaco          | 68                   | 58                   |
| 7.                   | Jarkko Nieminen      | 68                   | 53                   |
| 8.                   | Rafael Nadal         | 67                   | 48                   |
| 9.                   | Bernard Tomic        | 66                   | 53                   |
| 10.                  | Santiago Giraldo     | 66                   | 42                   |

| VÍTĚZNÉ BODY Z 1. SEVISU | VÍTĚZNÉ BODY Z 1. SEVISU | VÍTĚZNÉ BODY Z 1. SEVISU | VÍTĚZNÉ BODY Z 1. SEVISU |
| Poř.                     | Hráč                     | %                        | Zápasů                   |
| ------------------------ | ------------------------ | ------------------------ | ------------------------ |
| 1.                       | Milos Raonic             | 82                       | 65                       |
| 2.                       | Gilles Müller            | 81                       | 43                       |
| 3.                       | Sam Querrey              | 80                       | 62                       |
| 4.                       | Roger Federer            | 78                       | 78                       |
| 5.                       | John Isner               | 78                       | 66                       |
| 6.                       | Feliciano López          | 77                       | 53                       |
| 7.                       | Tomáš Berdych            | 77                       | 79                       |
| 8.                       | Nicolás Almagro          | 77                       | 80                       |
| 9.                       | Jo-Wilfried Tsonga       | 76                       | 77                       |
| 10.                      | Janko Tipsarević         | 76                       | 82                       |

| VÍTĚZNÉ BODY Z 2. SEVISU | VÍTĚZNÉ BODY Z 2. SEVISU | VÍTĚZNÉ BODY Z 2. SEVISU | VÍTĚZNÉ BODY Z 2. SEVISU |
| Poř.                     | Hráč                     | %                        | Zápasůs                  |
| ------------------------ | ------------------------ | ------------------------ | ------------------------ |
| 1.                       | Roger Federer            | 60                       | 78                       |
| 2.                       | Rafael Nadal             | 57                       | 48                       |
| 3.                       | David Ferrer             | 57                       | 86                       |
| 4.                       | Novak Djoković           | 57                       | 82                       |
| 5.                       | John Isner               | 57                       | 66                       |
| 6.                       | Philipp Kohlschreiber    | 56                       | 66                       |
| 7.                       | Richard Gasquet          | 56                       | 64                       |
| 8.                       | Milos Raonic             | 56                       | 65                       |
| 9.                       | Nicolás Almagro          | 55                       | 80                       |
| 10.                      | Janko Tipsarević         | 55                       | 82                       |

| VÍTĚZNÉ BODY PO VRÁCENÍ 1. SERVISU | VÍTĚZNÉ BODY PO VRÁCENÍ 1. SERVISU | VÍTĚZNÉ BODY PO VRÁCENÍ 1. SERVISU | VÍTĚZNÉ BODY PO VRÁCENÍ 1. SERVISU |
| Poř.                               | Hráč                               | %                                  | Zápasů                             |
| ---------------------------------- | ---------------------------------- | ---------------------------------- | ---------------------------------- |
| 1.                                 | Rafael Nadal                       | 38                                 | 48                                 |
| 2.                                 | Novak Djoković                     | 36                                 | 82                                 |
| 3.                                 | Gilles Simon                       | 34                                 | 68                                 |
| 4.                                 | Juan Mónaco                        | 34                                 | 58                                 |
| 5.                                 | David Ferrer                       | 34                                 | 86                                 |
| 6.                                 | Flavio Cipolla                     | 34                                 | 40                                 |
| 7.                                 | Carlos Berlocq                     | 34                                 | 56                                 |
| 8.                                 | Kei Nišikori                       | 33                                 | 55                                 |
| 9.                                 | Andy Murray                        | 33                                 | 68                                 |
| 10.                                | Benoît Paire                       | 33                                 | 52                                 |

| VÍTĚZNÉ BODY PO VRÁCENÍ 1. SERVISU | VÍTĚZNÉ BODY PO VRÁCENÍ 1. SERVISU | VÍTĚZNÉ BODY PO VRÁCENÍ 1. SERVISU | VÍTĚZNÉ BODY PO VRÁCENÍ 1. SERVISU |
| Poř.                               | Hráč                               | %                                  | Zápasů                             |
| ---------------------------------- | ---------------------------------- | ---------------------------------- | ---------------------------------- |
| 1.                                 | Rafael Nadal                       | 49                                 | 48                                 |
| 2.                                 | Novak Djoković                     | 47                                 | 82                                 |
| 3.                                 | Jürgen Melzer                      | 45                                 | 45                                 |
| 4.                                 | Fabio Fognini                      | 45                                 | 46                                 |
| 5.                                 | Flavio Cipolla                     | 45                                 | 40                                 |
| 6.                                 | David Ferrer                       | 45                                 | 86                                 |
| 7.                                 | Nikolaj Davyděnko                  | 45                                 | 47                                 |
| 8.                                 | Andreas Seppi                      | 44                                 | 65                                 |
| 9.                                 | Philipp Kohlschreiber              | 44                                 | 66                                 |
| 10.                                | Stanislas Wawrinka                 | 43                                 | 55                                 |

| PROMĚNĚNÉ BREJKBOLY | PROMĚNĚNÉ BREJKBOLY | PROMĚNĚNÉ BREJKBOLY | PROMĚNĚNÉ BREJKBOLY |
| Poř.                | Hráč                | %                   | Zápasů              |
| ------------------- | ------------------- | ------------------- | ------------------- |
| 1.                  | Rafael Nadal        | 38                  | 48                  |
| 2.                  | Novak Djoković      | 35                  | 82                  |
| 3.                  | Andy Murray         | 32                  | 68                  |
| 4.                  | David Ferrer        | 31                  | 86                  |
| 5.                  | Juan Mónaco         | 31                  | 58                  |
| 6.                  | Kei Nišikori        | 31                  | 55                  |
| 7.                  | Flavio Cipolla      | 30                  | 40                  |
| 8.                  | Carlos Berlocq      | 29                  | 56                  |
| 9.                  | Gilles Simon        | 29                  | 68                  |
| 10.                 | Richard Gasquet     | 27                  | 64                  |

## Rozpis bodů do žebříčku
Zisk bodů do žebříčku ATP v sezóně 2012 vycházel z kategorie turnaje a fáze, ve které hráč vypadl.
| ↓ Kategorie/Fáze →    | Vítěz       | F          | SF        | ČF                                                                                         | R16                                                                                        | R32                                                                                        | R64                                                                                        | R128                                                                                       | QLFR                                                                                       | Q3                                                                                         | Q2                                                                                         | Q1                                                                                         |
| --------------------- | ----------- | ---------- | --------- | ------------------------------------------------------------------------------------------ | ------------------------------------------------------------------------------------------ | ------------------------------------------------------------------------------------------ | ------------------------------------------------------------------------------------------ | ------------------------------------------------------------------------------------------ | ------------------------------------------------------------------------------------------ | ------------------------------------------------------------------------------------------ | ------------------------------------------------------------------------------------------ | ------------------------------------------------------------------------------------------ |
| Grand Slam (S)        | 2000        | 1200       | 720       | 360                                                                                        | 180                                                                                        | 90                                                                                         | 45                                                                                         | 10                                                                                         | 25                                                                                         | 16                                                                                         | 8                                                                                          | 0                                                                                          |
| Grand Slam (D)        | 2000        | 1200       | 720       | 360                                                                                        | 180                                                                                        | 90                                                                                         | 45                                                                                         | –                                                                                          | –                                                                                          | –                                                                                          | –                                                                                          | –                                                                                          |
| ATP World Tour Finals | 1500^ 1100m | 1000^ 600m | 600^ 200m | (200 za každou výhru v zákl. skupině, +400 za výhru v semifinále, +500 za výhru ve finále) | (200 za každou výhru v zákl. skupině, +400 za výhru v semifinále, +500 za výhru ve finále) | (200 za každou výhru v zákl. skupině, +400 za výhru v semifinále, +500 za výhru ve finále) | (200 za každou výhru v zákl. skupině, +400 za výhru v semifinále, +500 za výhru ve finále) | (200 za každou výhru v zákl. skupině, +400 za výhru v semifinále, +500 za výhru ve finále) | (200 za každou výhru v zákl. skupině, +400 za výhru v semifinále, +500 za výhru ve finále) | (200 za každou výhru v zákl. skupině, +400 za výhru v semifinále, +500 za výhru ve finále) | (200 za každou výhru v zákl. skupině, +400 za výhru v semifinále, +500 za výhru ve finále) | (200 za každou výhru v zákl. skupině, +400 za výhru v semifinále, +500 za výhru ve finále) |
| 1000 series (96S)     | 1000        | 600        | 360       | 180                                                                                        | 90                                                                                         | 45                                                                                         | 25                                                                                         | 10                                                                                         | 16                                                                                         | 8                                                                                          | 0                                                                                          | –                                                                                          |
| 1000 series (56S/48S) | 1000        | 600        | 360       | 180                                                                                        | 90                                                                                         | 45                                                                                         | 10                                                                                         | –                                                                                          | 25                                                                                         | 16                                                                                         | 0                                                                                          | –                                                                                          |
| 1000 series (32/24D)  | 1000        | 600        | 360       | 180                                                                                        | 90                                                                                         | –                                                                                          | –                                                                                          | –                                                                                          | –                                                                                          | –                                                                                          | –                                                                                          | –                                                                                          |
| 500 series (56S/48S)  | 500         | 300        | 180       | 90                                                                                         | 45                                                                                         | 20                                                                                         | –                                                                                          | –                                                                                          | 10                                                                                         | 4                                                                                          | 0                                                                                          | –                                                                                          |
| 500 series (32S)      | 500         | 300        | 180       | 90                                                                                         | 45                                                                                         | 0                                                                                          | –                                                                                          | –                                                                                          | 20                                                                                         | 10                                                                                         | 0                                                                                          | –                                                                                          |
| 500 series (24D)      | 500         | 300        | 180       | 90                                                                                         | 45                                                                                         | 0                                                                                          | –                                                                                          | –                                                                                          | –                                                                                          | –                                                                                          | –                                                                                          | –                                                                                          |
| 500 series (16D)      | 500         | 300        | 180       | 90                                                                                         | 0                                                                                          | –                                                                                          | –                                                                                          | –                                                                                          | –                                                                                          | –                                                                                          | –                                                                                          | –                                                                                          |
| 250 series (56S)      | 250         | 150        | 90        | 45                                                                                         | 20                                                                                         | 10                                                                                         | 0                                                                                          | –                                                                                          | 5                                                                                          | 3                                                                                          | 0                                                                                          | –                                                                                          |
| 250 series (32S)      | 250         | 150        | 90        | 45                                                                                         | 20                                                                                         | 0                                                                                          | –                                                                                          | –                                                                                          | 12                                                                                         | 6                                                                                          | 0                                                                                          | –                                                                                          |
| 250 series (16D)      | 250         | 150        | 90        | 45                                                                                         | 0                                                                                          | –                                                                                          | –                                                                                          | –                                                                                          | –                                                                                          | –                                                                                          | –                                                                                          | –                                                                                          |

Legenda
- Vítěz - vítěz turnaje
- F - finalista
- SF - semifinalista
- QF - čtvrtfinalista
- R16 - osmifinalista
- R32 - 32 hráčů v kole
- R64 - 64 hráčů v kole
- R128 - 128 hráčů v kole, 1. kolo grandslamového turnaje
- QLFR - vítěz kvalifikace turnaje, postup do hlavní soutěže
- Q3 - 3. kolo kvalifikace
- Q2 - 2. kolo kvalifikace
- Q1 - 1. kolo kvalifikace
- (S) - single, dvouhra /v závorce počet startujících/
- (D) - double, čtyřhra